# Jennifer O'Neill
Jennifer O'Neill (Río de Janeiro, 20 de febrero de 1948) es una actriz de cine estadounidense.

## Biografía
Nació en Brasil, hija de un hombre de negocios de origen hispano-irlandés y de madre inglesa. Tiene doble ciudadanía, ya que mantuvo su ciudadanía brasileña, además de la estadounidense.
Siendo adolescente, comenzó a trabajar como modelo y apareció en anuncios de televisión y en las portadas de algunas revistas. En 1968 obtuvo un pequeño papel en el cine, y dos años más tarde apareció también en la película Río Lobo, con John Wayne. En 1971 llegó su oportunidad con Verano del 42, película en la que interpreta a una joven viuda de guerra que vive un idilio con un adolescente. Con esta película, más melancólica que erótica, saltó a la fama.
Desde entonces, O'Neill siguió actuando en el cine, pero no consiguió papeles que le diesen la oportunidad de realizar interpretaciones memorables. Con todo, participó en la última película de Luchino Visconti, L'innocente (1976). 
O'Neill tuvo en cambio más éxito en la televisión, medio en el que apareció en numerosas ocasiones como protagonista de telefilmes y series. Entre estas últimas destaca Cover Up (Modelo masculino en su traducción para Hispanoamérica), sobre un grupo de agentes secretos encubiertos bajo la apariencia de una agencia de modelos. El rodaje de esta serie en 1984 se vio envuelto en tragedia cuando el protagonista masculino, Jon-Erik Hexum, resultó muerto por un desgraciado siniestro: bromeaba con un revólver cargado con cartuchos de fogueo y se disparó en la cabeza. La onda expansiva y el taco del cartucho le fracturaron el cráneo, incrustándole fragmentos de hueso en el cerebro. 
La actriz también apareció en la ambiciosa miniserie bíblica A.D. Anno Domini (1985), en el papel de Mesalina, en la que participaron otros grandes estrellas como Ava Gardner, James Mason, Susan Sarandon o Fernando Rey.
O'Neill lleva dos décadas escribiendo libros. El primero que escribió, Surviving Myself (1999) habla sobre el proceso que la llevó a convertirse en cristiana; From Fallen To Forgiven, es una obra con notas y pensamientos autobiográficos sobre la vida y sobre Dios,  y You Are Not Alone apoya el movimiento provida y lamenta la legalización del aborto, pero a la vez propone a las mujeres encontrar sentido a la vida a través de la fe cristiana. Su último libro se titula Faith Lessons ("Lecciones de fe", 2008).

## Filmografía

### Cine
- I'm Not Ashamed, como Linda (2016)
- Doonby (2013)
- Last Ounce of Courage (2012)
- Time Changer (2002)
- The Prince and the Surfer (1999)
- The Ride (1997)
- The Corporate Ladder (1997)
- Love is Like That (1996)
- Discretion Assured (1993)
- Committed (1991)
- I love NY (1988)
- Scanners (1981)
- Cloud Dancer (1980)
- Steel (1979)
- A Force of One (1979)
- Caravans (1978)
- Sette note in nero (1977)
- Call Girl: La vida privada de una señorita bien, de Eugenio Martín (1976)
- L'innocente (1976)
- Gente di rispetto (1975)
- The Reincarnation of Peter Proud (1975)
- Whiffs (1975)
- Lady Ice (1973)
- The Carey Treatment (1972)
- Glass Houses (1972)
- Such Good Friends (1971)
- Verano del 42 (1971)
- Río Lobo (1970)
- Futz! (1969)
- Un hombre para Ivy (For Love of Ivy) (1968)

### Televisión
| Año       | Título                                     | Personaje          | Observaciones                    |
| --------- | ------------------------------------------ | ------------------ | -------------------------------- |
| 1979      | Love's Savage Fury                         | Laurel Taggart     | Telefilm                         |
| 1981      | The Other Victim                           | Nancy Langford     | Telefilm                         |
| 1983      | Bare Essence                               | Lady Bobbi Rowan   | Protagonista (11 episodios)      |
| 1984-1985 | Cover Up                                   | Danielle Reynolds  | Protagonista (14 episodios)      |
| 1985      | A.D. Anno Domini                           | Mesalina           | Miniserie                        |
| 1985      | Chase                                      | Sandy Albright     | Telefilm                         |
| 1986      | Perry Mason: The Case of the Shooting Star | Alison Carr        | Telefilm                         |
| 1988      | The Red Spider                             | Stephanie Hartford | Telefilm                         |
| 1988      | Glory Days                                 | Scotty Moran       | Telefilm                         |
| 1989      | Full Exposure: The Sex Tapes Scandal       | Debralee Taft      | Telefilm                         |
| 1990      | Personals                                  | Heather Moore      | Telefilm                         |
| 1992      | Perfect Family                             | Maggie             | Telefilm                         |
| 1993      | The Cover Girl Murders                     | Kate               | Telefilm                         |
| 1994      | Jonathan Stone: Threat of Innocence        | Nan Stone          | Telefilm                         |
| 1995      | Silver Strand                              | Louellen Peterson  | Telefilm                         |
| 1996      | Voyeur II                                  | Elizabeth (voz)    | Videojuego                       |
| 1996      | Poltergeist: The Legacy                    | Lorraine Compton   | Episodio: "Revelations"          |
| 1997      | Nash Bridges                               | Jenny              | Episodio: "Shake, Rattle & Roll" |
| 2000      | On Music Row                               | Linda Rodgers      | Telefilm                         |
| 2000      | Heroes and Sheroes                         | Ella misma         | Reality                          |